# Route nationale 90 (Belgique)
Pour les articles homonymes, voir Route nationale 90.
La route nationale 90 est une route nationale belge longue d'environ 144 km reliant Mons à Liège en parcourant tout le sillon Haine-Sambre-Meuse. Elle est parallèle à l'-. Entre Liège et Namur, la N90 suit la rive droite de la Meuse. Entre Namur et Charleroi, cette route est aussi nommée "route de la Basse-Sambre", car elle suit la rive droite de la Sambre jusqu'à Floreffe avant de serpenter d'une rive à l'autre jusque Charleroi. Après Charleroi, elle part plein ouest et traverse Fontaine-l'Évêque, Anderlues et Binche, avant d'atteindre Mons

## Tracé
La route commence à Mons à la N556 (Rue des Archers) en 2x1 bande jusqu'à Charleroi à la N5 (Chaussée de Bruxelles). À partir de là, la N90 suit le R9 (Petite ceinture de Charleroi) jusqu'à l'Échangeur de Charleroi-Nord. À partir d'ici, la N90 devient une route à 2x2 bandes à chaussées séparées jusqu'à Namur à la N4 (Chaussée de Waterloo) puis continue en 2x1 bande jusqu'à Liège.

### Dédoublements

#### N90a
Pour les articles homonymes, voir Route nationale 90a.

La route nationale 90a est une route nationale de Belgique de 3,5 kilomètres qui dédouble la  en reliant la rue Cheravoie à Seraing  à la rue des Hauts-Fourneaux à Ougrée  par la rue Ferrer et la rue de l'Acier.

##### Communes sur le parcours
- Région wallonne
  -  Province de Liège
    - Seraing
    - Ougrée

#### N90b
Pour les articles homonymes, voir Route nationale 90b.

La route nationale 90b est une route nationale de Belgique de 1,6 kilomètre qui dédouble la  en reliant l'avenue Reine Elisabeth à Andenne  à l'avenue du Roi Albert 1er à Andenne  en longeant la Meuse et par l'avenue de la Belle-Mine.

##### Communes sur le parcours
- Région wallonne
  -  Province de Namur
    - Andenne

## Images

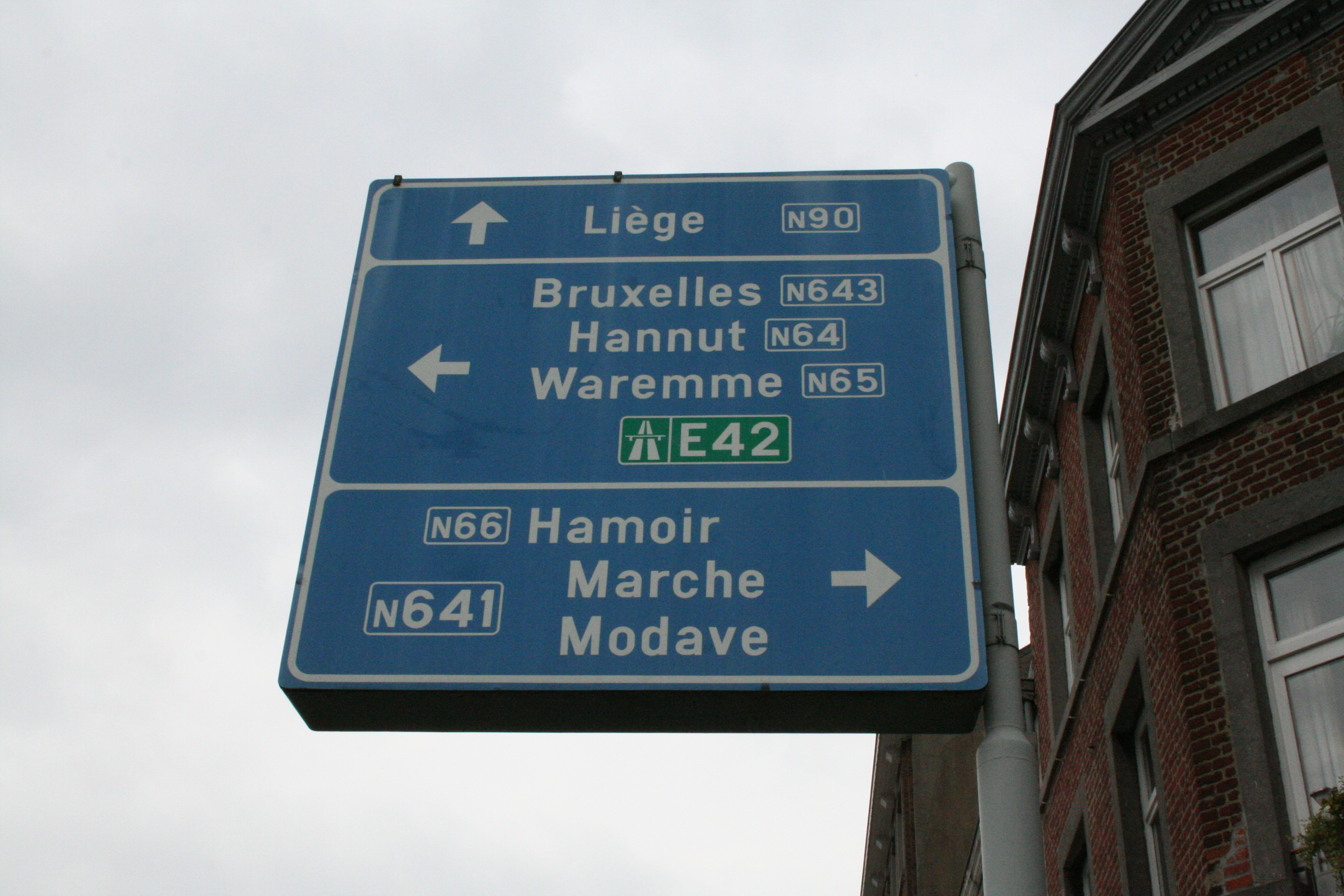
Panneaux comprenant plusieurs routes importantes en Belgique
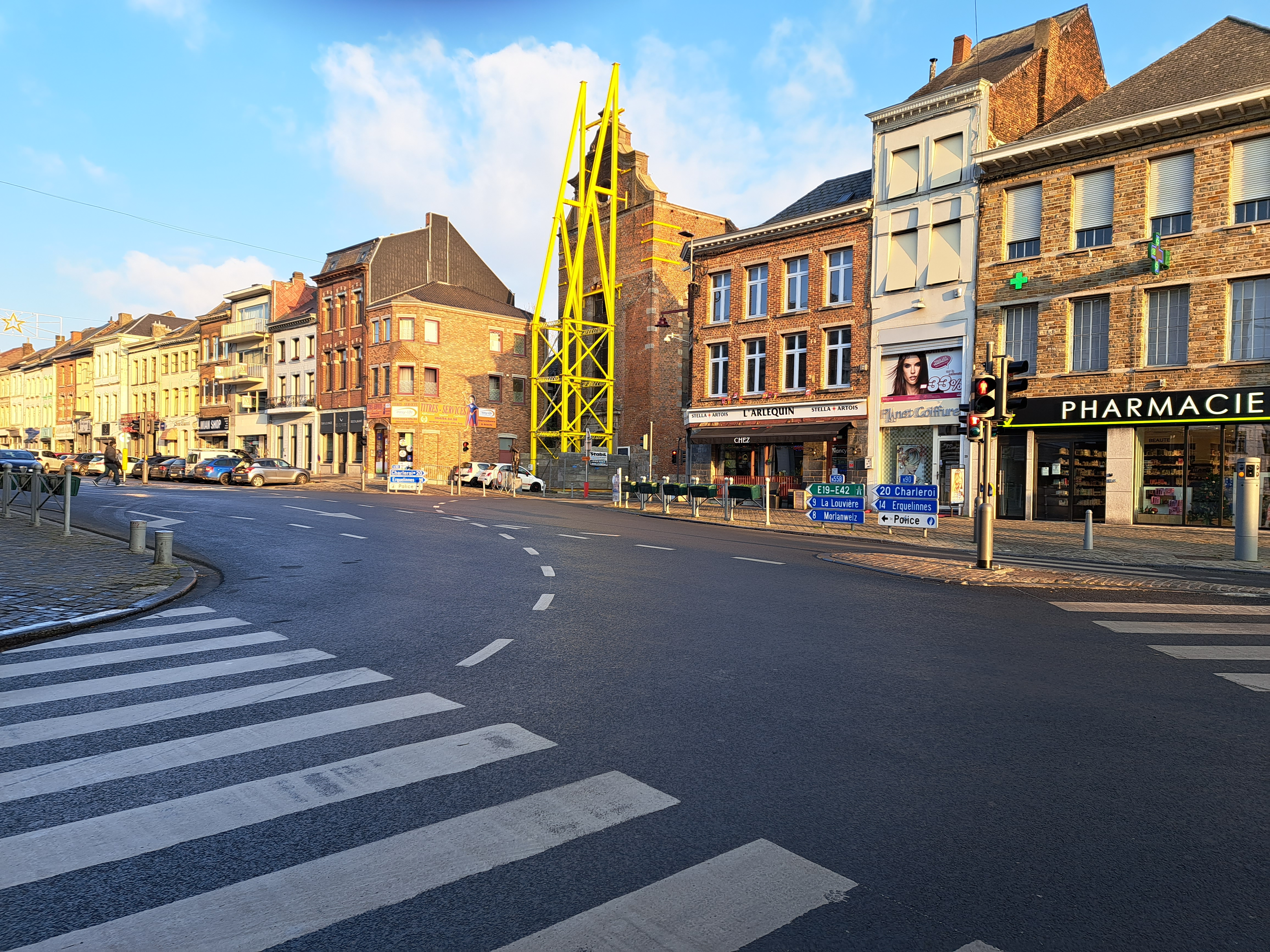
Croisement entre la N90 et la N55b, à Binche.